# Вілліс-тауер
Ві́лліс-та́уер (англ. Willis Tower), широко відомий під попередньою назвою Сірз-та́уер (англ. Sears Tower) — другий за висотою хмарочос США, та одна з найвизначніших пам'яток Чикаго. Висота 110-поверхового будинку становить 442 метри, з урахуванням двох шпилів висота будинку становить 527 метрів і був найвищим будинком світу з 1973 по 1998 рік. Будівництво хмарочоса тривало з 1970 по 1973 рік. Замовником проєкту виступила компанія «Сірз, Робак та Ко», котра доручила розробку проєкту архітектурному бюро Skidmore, Owings and Merrill. Будинок спроєктував архітектор Брюс Грем, а структурним інженером був Фазлур Рахман Хан.
16 липня 2009 року будинок отримав нову назву Вілліс-тауер.

## Історія
Наприкінці 60-років компанія Сірз, Робак та Ко була однією з найбільших торговельних мереж світу, однак на той момент у компанії не існувало свого великого офісу де були б зібрані усі співробітники. Тому в 1969 році розробку проєкту нової штаб-квартири було доручено архітектурному бюро Skidmore, Owings and Merrill. За задумом споруда заввишки понад 400 метрів складалася з 9 квадратних труб, що утворюють в основі будівлі великий квадрат, котрий стоїть на бетонних палях вбитих у тверду породу. На 50 поверхів піднімаються 9 зварних сталевих труб. Потім будинок починає звужуватися. Ще сім труб йдуть до 66-го поверху, а п'ять піднімаються до 90-го поверху, і тільки дві труби утворюють останні 20 поверхів. Будівництво було розпочато в 1970 році і завершено 3 травня 1973 року. Будівництво обійшлося в 150 млн. доларів, або 950 млн доларів скоригованих з урахуванням інфляції в 2005 році. Після завершення будівництва висота будинку склала 442 метри і він став найвищим будинком світу.
В лютому 1982 року на даху хмарочоса було встановлено дві телевізійні антени заввишки 80 метрів кожна, загальна висота будинку склала 520 метрів. Пізніше західна антена була подовжена ще на 7 метрів і загальна висота будинку склала 527 метрів.

## Назва
Замовником будівництва хмарочоса і його першим власником була компанія «Сірз, Робак та Ко», тому спочатку будинок називався Сірз-тауер. 1994 року «Сірз, Робак та Ко» продала вежу і вже в 1995 році повністю виїхала з будинку. Проте до 2003 року зберігалися права на назву будинку. Після 2003 року будинок так і залишався зі старою назвою. В березні 2009 року Willis Group Holdings, Ltd підписала контракт на оренду декількох поверхів в будинку і отримало право змінити назву хмарочоса на 15 років. 16 липня 2009 року Сірз-тауер було офіційно перейменовано в Вілліс-тауер.